# Cuộc vây hãm Fukuryūji
Cuộc vây hãm Fukuryūji diễn ra năm 1183, và là một trận đánh trong Chiến tranh Genpei, cuộc nội chiến lớn vào thế kỷ 12 ở Nhật Bản giữa gia tộc Taira và gia tộc Minamoto. Fukuryūji (福隆寺) là một tòa thành của Seno Kaneyasu, một người ủng hộ nhà Taira. Imai Kanehira dẫn quân đội mình băng qua cánh đồng lầy lội, dưới mưa tên mãnh liệt, để chiếm tòa thành. Những người tấn công chiến thắng, và Kaneyasu bị giết.